# تروفيج أوماغ 2016
تروفيج أوماغ 2016 (بالكرواتية: Trofej Umag 2016 )‏ هو سباق دراجات هوائية، وهو الموسم رقم 4 من نفس السباق، وأقيم في 2 مارس 2016، وامتدّ لمسافة 154 كيلومتر، وهو أحد سباقات طواف أوروبا للدراجات 2016، وقد شارك في السباق 192 متسابقاً ووصل إلى نهايته 172 متسابقاً.
فاز فيه بالمركز الأول Jonas Bokeloh ‏، وبالمركز الثاني Mamyr Stash ‏، وبالمركز الثالث فيليبو فورتين.

## الفائزون
| الترتيب | الفائز         |
| ------- | -------------- |
| الفائز  | Jonas Bokeloh ‏ |
| الثاني  | Mamyr Stash ‏   |
| الثالث  | فيليبو فورتين  |

## وصلات خارجية
- الموقع الرسمي
- تروفيج أوماغ 2016 على موقع إحصائيات الدراجات الإحترافية (الإنجليزية)
- تروفيج أوماغ 2016 في موقع Cycling Archives سايكلنج أركايفز